# Kimio Tsuchiya
Kimio Tsuchiya (土屋 公雄, Tsuchiya Kimio) est un sculpteur créateur d'installations et dessinateur japonais du XXe siècle, né en 1955 à Fukui (capitale de la préfecture de Fukui).

## Biographie
Après des études d'architecture à l'Université Nihon, il s'installe à Londres en 1981 où il est étudiant à l'École d'Art de Chelsea dans la section sculpture. Depuis 1983, il vit et travaille à Matsudo au Japon.
Il participe à de nombreuses expositions collectives:
en 1978, Biennale d'Art contemporain de Mainichi (Japon).
en 1986, au Musée de Fukui.
en 1987, Salon de la Jeune Sculpture à Paris.
en 1989, Biennale de Middelheim à Anvers.
en 1990, SAGA (Salon d'Arts graphiques actuels) à Paris - Exposition internationale de Sculpture à Washington.
Il montre ses œuvres dans des expositions personnelles depuis 1984 très régulièrement au Japon, notamment:
en 1990, à la Contemporary Art Gallery de Tokyo, ainsi que:
en 1988, 1990, galerie Keller à Paris.
en 1989, à Anvers.
en 1990, Centre d'Art contemporain de Vassivière en Limousin.
Il privilégie dans ses sculptures les matériaux de récupération : chaîne en fer provenant d'un bateau, vieux meubles, bois provenant de la démolition d'une maison, bois flottés, chaises, qu'ils s'associent parfois à l'acier. Fréquemment réalisés à partir de morceaux d'arbres qu'il réunit dans une forme unitaire, dans la nature ou non, ses œuvres sont proches de l'esprit de l'Arte Povera et du Land art.